# Muziekuitgeverij A.A. Noske
Muziekuitgeverij A.A. Noske (1896-1926) was een uitgeverij die uitsluitend muziek van Nederlandse componisten uitgaf. De oprichter was Abraham Anthony Noske (1873-1945). De uitgeverij was achtereenvolgens gevestigd in Arnhem, Middelburg en Den Haag.
In 1926 hield uitgeverij Noske, vanwege ernstige, aanhoudende financiële problemen, op te bestaan en ging het fonds over naar muziekuitgeverij Alsbach & Co. te Amsterdam.

## Het fonds van Muziekuitgeverij A.A. Noske
Gedurende het dertigjarige bestaan van de uitgeverij, gaf Abraham Noske 269 muziekstukken uit van 48 componisten (onder wie 7 vrouwelijke componisten).
Hieronder werken van de componistes: Henriëtte van den Brandeler, Elisabeth Kuyper, Nelly van der Linden van Snelrewaard-Boudewijns en Cornélie van Oosterzee.
En van onder anderen: Peter van Anrooy, Gerard von Brucken Fock, Emile von Brucken Fock, J. Cleuver, Alphons Diepenbrock, Sem Dresden, Dirk Hendrik Ezerman, Jan van Gilse, Jan Ingenhoven, Kor Kuiler, Willem Landré, Otto Lies, Julius Röntgen, Dirk Schäfer en Bernard Zweers.
Noske gaf ook enkele werken van eigen hand uit, liederen en composities voor piano, onder het pseudoniem A.M. of Anton Marlow. 

## Uitgever Abraham Noske
De Zeeuw Abraham Anthony Noske (Axel, 10 juni 1873 - Den Haag, 24 maart 1945) begon zijn loopbaan bij de Algemeene Muziekhandel Stumpff & Koning in Amsterdam. Hij volgde pianolessen bij Arnoldus Lijsen en Henri Tibbe. In 1896 richtte hij een eigen muziekhandel op in Arnhem, die hij in 1898 voortzette in Middelburg, waarbij hij zich uitsluitend nog richtte op het uitgeven van muziek.
In 1917 trouwde hij met Leny Friedländer, concertpianiste en hoofdlerares aan het conservatorium in Den Haag. Hun zoon Frits Noske werd cellist en docent aan het Conservatorium van Amsterdam. Hun zoon Willem Noske werd violist en concertmeester en richtte in 1951 de Vereniging voor Oude Nederlandse Muziek (VONEM) op.
De muziekuitgeverij was niet winstgevend en Abraham Noske leefde vooral van de inkomsten van zijn echtgenote. Na het sluiten van zijn uitgeverij werd hij pianoleraar aan het conservatorium in Den Haag. Van ongeveer 1930 tot 1942 hadden hij en zijn vrouw een eigen lespraktijk. 
Abraham Noske overleed mede ten gevolge van de hongerwinter op 24 maart 1945 in Den Haag in de leeftijd van 71 jaar. Hij werd begraven op begraafplaats Westerveld in Driehuis. Zijn vrouw overleed in 1988.